# Crockerella evadne
Crockerella evadne är en snäckart som först beskrevs av Dall 1919.  Crockerella evadne ingår i släktet Crockerella och familjen kägelsnäckor. Inga underarter finns listade i Catalogue of Life.